# Hussain Al Jassmi
Hussain Al Jassmi, nato Hussain Juma Al Jassmi (in arabo حسين جمعة الجسمي‎?, Ḥusayn Jumʻah Aljsmy; Khawr Fakkān, 25 agosto 1979), è un cantante e musicista emiratino.

## Biografia
Nacque il 25 agosto 1979 a Khawr Fakkān, nell'emirato di Sharja, Emirati Arabi Uniti, iniziando ad esibirsi fin dalla giovane età in celebrazioni e festività, per poi riunire il gruppo "Firqat El Khalij" che divenne ben presto famoso, facendosi un nome e una reputazione a livello locale. Dopo aver partecipato a numerosi concorsi e spettacoli televisivi, viene notato dalla grande compagnia di produzione Rotana per la sua voce unica e il suo stile particolare, iniziando la sua carriera nel 2002 con il singolo Bawada'ak seguito da Wallah Mayiswa e ha immediatamente conosciuto una grande notorietà soprattutto nei paesi del Golfo, in particolare partecipando a numerosi festival, quello di Salalah ad Amman, quello di Dubai, del Qatar e infine l'Hala February in Kuwait.
Nel 2008 è stato proclamato vincitore del premio Murex d'Or nella categoria "Miglior Cantante Arabo", suggellandosi come uno dei cantanti più famosi nel mondo arabo tuttora. Cantando principalmente nel suo dialetto khaliji, Hussain è stato determinante nel diffondere la cultura musicale degli Emirati Arabi Uniti ben oltre il Medio Oriente.
Hussain ha anche pubblicato singoli in dialetto egiziano per colonne sonore, ma uno dei suoi più grandi grandi successi in questo ambito è rappresentato da una canzone dedicata al popolo egiziano, Boshret Kheir, che significa buona notizia e invia un messaggio politico reale. In effetti, il tasso di astensionismo egiziano è un problema, mentre la canzone si rivela un incentivo al voto. Il video ora raggiunge oltre 270 milioni di visualizzazioni su Youtube.

## Discografia

### Singoli
- Boshret Kheir بشرة خير
- Nous Tebga Le وتبقى لي
- Abasherek ابشرك
- Morni مرني
- Faqadtak Et Wallah Ma Yeswa فقدتك & والله ما يسوى
- Raak Allah رعاك الله
- Meta Meta متى متى
- Al Sirat Al Mostaqeem الصراط المستقيم
- Seta El Sobah ستة الصبح
- Ama Barawa أما براوه
- Al Jabal الجبل
- Ma Nesena ما نسينا
- Yalghalia يالغالية
- Habebi Barchaloni حبيبي برشلوني

### Canzoni nazionali
- Mabrook Eidek Yal Emarat مبروك عيدك يالإمارات
- Salman Elshahamah سلمان الشهامة
- Lohat Alazzi لوحة العازي
- Ya Shabab Elwatn يا شباب الوطن
- Watani وطني
- Riyad Alhob رياض الحب
- Al Kuwaity Ma Ynsah الكويتي ما ينسى
- Hathi Qatar هذي قطر
- Hathi Masr هذه مصر
- Agda Nas أجدع ناس
- Koolna Irak كلنا العراق
- Reqab Elezz رقاب العز
- Ya Libya ya Janna يا ليبيا يا جن

### Colonne sonore
- Mahadesh Mertah محدش مرتاح
- Baad El Forak بعد الفراق